# 조우식
조우식(한국 한자: 趙宇植, 일본어: 白川榮二 시라카와 에이지[*], 생몰년 미상)은 일제강점기의 시인, 작가, 화가, 문학평론가, 언론인으로, 본적은 경성부 광희정(1946년 5월 26일 당시 주소)이다.

## 생애
그의 초기 행적에 대해서는 거의 알려져 있지 않다. 1937년 5월 제16회 조선미술전람회 서양화 부문에서 작품 《남(男)》으로 입선했다. 일본 도쿄 니혼 미술 학교에 재학 중이던 1938년 9월 11일 《매일신보》에 산문 〈쉬르레알리슴(초현실주의) 회화소론〉을 발표하면서 문단에 등단했고 1939년 7월 20일부터 7월 23일까지 경성제국대학 갤러리에서 화가 주현(周現)과 함께 2인전을 열었다. 1939년 1월 전후부터 1941년 7월경까지 일본 도쿄의 모더니즘 시 모임인 신료도(新領土, 신영토) 동인으로 활동했으며, 1939년 7월에는 일본의 미술 집단인 마마(ママ) 회원으로 활동하기도 했다.
1941년 1월 잡지 《조광》에 산문 〈예술의 귀향 - 미술의 신체제(藝術의 歸鄕 - 美術의 新體制)〉를 발표하면서부터 문학과 언론 활동에 전념하는 한편 일제의 식민 통치에 적극 협력하게 된다. 1941년 4월 전후에 자오선사(子午線社)에 입사했다. 1942년부터 1943년까지 《조광》, 《동양지광》, 《문화조선》 등에 기고한 산문과 시를 통해 학병, 지원병, 징병을 선전, 선동하는 한편 일본의 침략 전쟁과 전사자를 찬양했다. 1942년 12월 3일 조선문인협회와 조선연극문화협회, 동양극장이 주최하고 국민총력조선연맹의 후원으로 열린 대동아 전쟁(태평양 전쟁) 1주년 기념 국민시(國民詩) 낭독회에서 시를 낭독했으며, 1943년 2월 3일 국민총력조선연맹 주최로 열린 예술 부문 관계자 연성회에 참석했다. 또한 《동양지광》, 《문화조선》 등에 내선일체와 황민화 정책을 선전하는 내용을 담은 산문, 바람직한 총후봉공 자세를 선전하는 시와 산문을 기고했다.
1943년 5월 30일부터 6월 4일까지 실시된 조선군 보도반 연습훈련에 참가했으며, 《국민문학》, 《문화조선》 등에 연습훈련 참가 소감과 결의를 담은 산문을 기고했다. 1943년 5월 27일 조선문인보국회 주최로 열린 해군을 찬(讚, 찬양)하는 시 낭독회에 참석한 자리에서 자작시 〈바다의 서설(海の序說)〉를 낭독했고, 1943년 6월 13일 조선문인보국회 시부회 간사로 선임되었다. 1943년 6월 15일부터 6월 20일까지 《문화조선(文化朝鮮)》 편집부 주최로 열린 〈연성(鍊成)하는 반도 청년(半島 靑年)〉 특집 사진전에서 시를 헌정하는 한편, 내선(內鮮) 시 낭독 연구 좌담회(1943년 7월 12일 개최), 국민총력조선연맹 주최 미소기(禊) 연성회(1943년 8월 5일 개최) 등에 참석했다. 이러한 경력 때문에 민족문제연구소의 친일인명사전 수록자 명단의 문화/예술 부문과 친일반민족행위진상규명위원회가 발표한 친일반민족행위 705인 명단에 포함되었다.
1943년부터 1944년까지 잡지 《문화조선(文化朝鮮)》 촉탁기자(1943년 4월 전후 ~ 1944년 2월), 《농공지조선(農工之朝鮮)》 편집장(1944년 3월), 조선문인보국회 시부회 기관지 《국민시가(國民詩歌)》 편집위원(1944년 3월) 등을 역임했다. 1945년 광복 이후부터 1950년 3월 퇴직할 때까지 서울신문사, 경향신문사에서 근무했다는 기록이 있을 뿐 이후의 행적에 대해서는 거의 알려져 있지 않다.

## 주요 작품

### 시
- 《아가(雅歌) - 전선에 보낸다(前線に送る)》 (조광, 1942년 3월)
- 《싸워 죽어라(征きて死なん) - 징병령 발포일에(徵兵令發布の日に)》 (조광, 1942년 6월)
- 《신(神)의 나라의 바람(神州風)》 (동양지광, 1942년 8월)
- 《애가(哀歌)》 (국민시가, 1942년 8월)
- 《동방의 신들(東方の神々) - 아홉 군신의 영령에 바친다(九軍神の英靈に捧ぐ)》 (조광, 1942년 8월)
- 《고향에서(故鄕にて)》 (동양지광, 1942년 11월)
- 《역정(歷程)》 (국민시가, 1942년 11월)
- 《싸우는 봄에 종(鍾)은 울렸노라(戰ふ春に鍾は鳴りぬ)》 (조광, 1943년 1월)
- 《아침》 (춘추, 1943년 2월)
- 《봄과 더불어(春と共に) - 너는 가고(君は行きにし)》 (조광, 1943년 4월)
- 《백암(白岩)의 밤》 (문화조선, 1943년 4월)
- 《비약에 대하여(飛躍について) - 반도의 소년들은 단련된다(半島の少年達は鍛へる)》 (문화조선, 1943년 6월)
- 《가족송가(家族頌歌)》 (국민문학, 1943년 6월)
- 《바다의 찬가(海の讚歌) - 반도의 소년이여 바다가 부른다(半島の少年よ海が召れよ)》 (조광, 1943년 7월)
- 《학병 출정하다(學兵征く)》 (조광, 1943년 12월)

### 산문
- 《쉬르레알리슴 회화 소론(繪畵 小論)》 (매일신보, 1938년 9월 11일)
- 《초현실주의(超現實主義)의 기원(起源)》 (매일신보, 1938년 10월 16일)
- 《부르통의 《통저기(通底器)》 - 초현실주의(超現實主義)와 물체 소론(物體 小論)》 (매일신보, 1939년 3월 5일)
- 《속(續) 초현실주의론(超現實主義論)》 (매일신보, 1939년 3월 19일)
- 《예술(藝術)의 귀향(歸鄕) - 미술(美術)의 신체제(新體制)》 (조광, 1941년 1월)
- 《역사의 자각과 함께(歷史の自覺と共に)》 (동양지광, 1943년 1월)
- 《사랑과 기도의 노래(愛と祈りの歌) - 국민시 소고(國民詩 小考)》 (조광, 1943년 2월)
- 《선감학원 견학기(仙甘學園見學記)》 (문화조선, 1943년 4월)
- 《아마가사키토요(尼ヶ崎豊)에게》 (조광, 1943년 3월)
- 《삭풍(朔風)의 심림(深林)에서 자연과 싸우는 백계(白系) 러시아인의 마을을 방문하고》 (동양지광, 1943년 4월)
- 《섬에 맹세하는 소국민들(아이들)》 (조광, 1943년 4월 ~ 1943년 5월)
- 《백무 산림지대(白茂山林地帶)》 (춘추, 1943년 4월 ~ 1943년 5월)
- 《유성 농민도장을 보다(儒城農民道場を見る)》 (동양지광, 1943년 6월)
- 《독후감 〈싸우는 지원병〉》 (동양지광, 1943년 6월)
- 《흙에 기도하고 단련하는 농민혼(土に祈り鍛ふ農民魂) - 유성 농민도장 견학기(儒城農民道場見學記)》 (문화조선, 1943년 6월)
- 《부여 중견청년수련소 방문기(扶餘中堅靑年修鍊所訪問記)》 (동양지광, 1943년 7월 ~ 1943년 8월)
- 《출발(出發)》 (국민문학, 1943년 7월)
- 《떳떳한 마음에 부쳐(曇りなき心に寄せて)》 (조광, 1943년 8월)
- 《연련일기초(演練日記抄)》 (문화조선, 1943년 8월)
- 《벽지(僻地)에 봉사하는 선로반(線路班)》 (문화조선, 1943년 10월)
- 《동해바다의 고래잡이》 (조광, 1943년 11월)
- 《일본해에서 거경(巨鯨, 큰 고래)을 뒤쫓는다》 (문화조선, 1943년 12월)
- 《싸우는 항공창(戰ふ航空廠)》 (문화조선, 1944년 2월)

### 기타
- 좌담 《시단의 근본문제》 (국민문학, 1943년 2월)
- 《정신(挺身)하는 문화인 ② - 최재서(崔載瑞) 씨》 (문화조선, 1943년 4월)
- 《정신(挺身)하는 문화인 ③ - 가라시마 다케시(辛島 驍) 씨》 (문화조선, 1943년 6월)
- 《정신(挺身)하는 문화인 ④ - 유진오(兪鎭午) 씨》 (문화조선, 1943년 8월)
- 《정신(挺身)하는 문화인 ⑤ - 이노우에 사토시(井上 智) 씨》 (문화조선, 1943년 10월)
- 일본어 시집 《바다의 서설(海の序說)》 (국민문학, 1944년 2월 전후)

## 참고 자료
- 친일반민족행위진상규명위원회 (2009). 〈조우식〉. 《친일반민족행위진상규명 보고서 Ⅳ-17》. 서울. 50~98쪽.
- 민족문제연구소 (2009). 〈조우식〉. 《친일인명사전 3 (ㅇ ~ ㅎ)》. 서울. 582 ~ 585쪽.